# Allecula turcica
Allecula turcica – gatunek chrząszcza z rodziny czarnuchowatych i podrodziny cisawkowatych.

## Taksonomia
Gatunek został opisany w 2011 roku przez Vladimíra Nováka i współpracowników na podstawie okazów odłowionych w latach 2005-2007.

## Opis
Ciało wydłużone, długości od 7,27 do 9,45 mm, najszersze około połowy długości pokryw, rudobrązowe, nieco błyszczące, jasnobrązowo i krótko oszczecinione. Czułki, golenie i stopy. Trzeci człon czułków ponad dwukrotnie krótszy niż czwarty. Czwarty człon wyraźnie ponad 2,5 raza dłuższy niż trzeci. Przedplecze rudobrązowe, poprzeczne, szersze niż u A. jannsoni. Tarczka trójkątna, rudobrązowa. Pokrywy rudobrązowe, ich międzyrzędy wyraźnie wypukłe. Edeagus mikrogranulowany, jego część wierzchołkowa w widoku grzbietowym wąsko trójkątna, w widoku bocznym wąska z zaokrąglonym wierzchołkiem.

## Występowanie
Znany wyłącznie z Turcji.